# 広島県サッカー協会
公益財団法人広島県サッカー協会（ひろしまけんサッカーきょうかい、英語: Hiroshima Football Association、略称：HiFA）は、広島県サッカー界を統括し、サッカー競技の普及および振興を図り、もって県民の心身の健全な発達に寄与することを目的とする。
天皇杯全日本サッカー選手権大会、皇后杯全日本女子選手権大会などのJFA公式サッカー大会の主管や、HiFAが主催する様々な大会や行事(キッズからシニアまで)を管轄する。
2024年に創立100周年を迎え、10月6日に記念式典が開催された。同時に広島県サッカー殿堂表彰が発表され、11名が受賞し、広島サッカースタジアム(エディオンピースウイング広島)内にある広島サッカーミュージアムに受賞者11名のレリーフが設置された。受賞者は、下村幸男、小澤通宏、野村六彦、野村尊敬、松本育夫、小城得達、高田豊治、古田篤良、宗政潤一郎、金田喜稔、木村和司。

## 概要
広島県サッカー協会(HiFA)は、日本サッカー協会(JFA)の加盟団体の一つ。日本サッカー協会は、日本国内を大きくブロックに分けた9地域(北海道・東北・関東・北信越・東海・関西・中国・四国・九州)のサッカー協会と、各都道府県毎に置かれた46の都府県（北海道は地域の協会も兼ねる）サッカー協会を有し、国内トップリーグであるJリーグの1部(J1)所属チームから、社会人、学生チームなどのアマチュアチームに至るまで、必ずいずれかの都道府県サッカー協会に所属するかたちとなっている。
公益法人制度改革に伴い、2011年9月、財団法人から公益財団法人への移行を申請し、2012年4月1日に公益財団法人となった。

## 会長及び組織

### 会長
HiFA会長は、法人法及び公益認定法とその整備法に基づく代表理事である。HiFAを代表し、その業務を執行する。理事会を招集し、議長として主宰したり、事案の決裁及び専決に関する細則に定めるもの(各規約等に書かれている会長の職務)を執り行う。

### 組織
広島県サッカー協会には評議員会と理事会とHiFAから完全に独立した司法機関(規律・裁定委員会)がある。理事会の下に専門委員会があり、評議員会、理事会、司法機関の3つには共通の事務局が置かれている。
2013年、FIFA傘下の全サッカー協会(2018年時点では211)は、「FIFA標準規約」にある三権分立（立法（評議員会）、行政（理事会）、司法(規律委員会・裁定委員会)の原則に従うことが求められたため、司法機関（規律・裁定委員会）をHiFAから完全に独立させた。
評議員会は、法律並びに定款に定められた重要な事項の決定を行う意思決定機関(立法)。理事及び監事の選任または解任、貸借対照表及び損益計算書(正味財産増減計算書)の承認、定款の変更など、協会に関する重要事項を決議する。構成メンバーの評議員の任期は4年で、HiFAの理事、監事、職員、司法機関の委員等との兼職はできない。定員は30名以上45名以内とされ、2020年6月27日時点で30名で構成されている。
理事会はHiFAの業務執行機関(行政)である。HiFA業務執行や理事の職務の執行の監督や会長、副会長、専務理事等の選定及び解職を協議・決定する。定期的に開催されるが、必要がある時は、臨時理事会を開催する。理事は20名以上25名以内、監事は2名以内が評議員会により選任される。2024年6月15日時点で理事23名、監事2名で構成されている。会長は法人法及び公益認定法とその整備法に基づく代表理事とされ、副会長・専務理事は、同法の業務執行理事とされる。理事及び監事の任期は2年。
このほか、業務執行以外の特別な任務を有する特任理事と名誉役員が置かれている。名誉役員は、顧問及び参与、名誉会長から構成され、このうち顧問は、最高顧問及び顧問の2区分ある。特任理事と名誉役員は、理事会が決議する。
理事会の下には、各事業を進めるにあたり、専門委員会の各種委員会が置かれている。各種委員会の委員長及び委員は、HiFA役員のほか、HiFAの事業に関し、知識、経験及び熱意を有する者のうちから、理事会の承認を経て会長が委嘱する。任期は2年で、再任は可能。
司法機関(規律・裁定委員会)は、HiFAの諸規定等に関する司法機関である(司法)。この内、規律委員会は、HiFAの諸規定等に対する違反行為のうち、競技及び競技会に関するものについて調査、審議し、懲罰を決定するところである。 裁定委員会は、HiFAの諸規定等に対する違反行為のうち、競技及び競技会に関するもの以外の違反行為について、調査、審議し、懲罰を決定するところである。
事務局は、事務局長及びその他の職員が置かれ、事務局長は会長が、その他の職員は専務理事が任命を行う。任期の定めはない。

### 名誉役員
| 役職     | 名前          |
| -------- | ------------- |
| 名誉顧問 | 岸田文雄      |
| 名誉会長 | 古田篤良      |
| 最高顧問 | 小城得達      |
| 相談役   | 野村尊敬      |
| 顧問     | 平口洋 他33名 |
| 参与     | 14名          |

### 理事会
| 役職     | 名前                         |
| -------- | ---------------------------- |
| 会長     | 宗政潤一郎                   |
| 副会長   | 羽原靖明、田中良和、阿部美帆 |
| 専務理事 | 宗政潤一郎（会長兼務）       |
| 理事     | 19名                         |
| 監事     | 2名                          |

## HiFA戦後歴代会長・専務理事(理事長)

### 会長
| ＮＯ． | 名前       | 在任期間                                | 略歴                                                 |
| ------ | ---------- | --------------------------------------- | ---------------------------------------------------- |
| 1      | 島薫       | 1946（昭和21年） - 1951年（昭和26年）   | 医師                                                 |
| 2      | 水野宗之   | 1951年（昭和26年） - 1957年（昭和32年） | 医師                                                 |
| 3      | 野島福太郎 | 1957年（昭和32年） - 1966年（昭和41年） | 帝國製鉄                                             |
| 4      | 河村郷四   | 1966年（昭和41年） - 1983年（昭和58年） | 東洋工業(現マツダ)                                   |
| 5      | 山崎芳樹   | 1983年（昭和58年） - 1993年（平成5年）  | 東洋工業(現マツダ)                                   |
| 6      | 宮崎敏夫   | 1993年（平成5年） - 1998年（平成10年）  | 中電工                                               |
| 7      | 野村尊敬   | 1998年（平成10年） - 2005年（平成17年） | チチヤス乳業、日本サッカー協会副会長                 |
| 8      | 小城得達   | 2005年（平成17年） - 2018年（平成30年） | 東洋工業(現マツダ)、メキシコオリンピック銅メダリスト |
| 9      | 古田篤良   | 2018年（平成30年） - 2024年（令和6年）  | 東洋工業(現マツダ)、日本サッカー協会理事             |
| 10     | 宗政潤一郎 | 2024年（令和6年） -                     | 東洋工業(現マツダ)、日本サッカー協会常務理事、参与   |

### 専務理事(理事長)
| ＮＯ． | 名前       | 在任期間                                | 略歴                                               |
| ------ | ---------- | --------------------------------------- | -------------------------------------------------- |
| 1      | 長沼博     | 1972（昭和47年） - 1980年（昭和55年）   | 長沼電業社                                         |
| 2      | 高村敏文   | 1980年（昭和55年） - 1986年（昭和61年） | 東洋工業(現マツダ)                                 |
| 3      | 野村尊敬   | 1986年（昭和61年） - 1998年（平成10年） | チチヤス乳業、日本サッカー協会副会長               |
| 4      | 白井孝司   | 1998年（平成10年） - 2014年（平成26年） | みづま工房、日本サッカー協会理事                   |
| 5      | 古田篤良   | 2014年（平成26年） - 2018年（平成30年)  | 東洋工業(現マツダ)、日本サッカー協会理事           |
| 6      | 宗政潤一郎 | 2018年（平成30年） -                    | 東洋工業(現マツダ)、日本サッカー協会常務理事、参与 |

## (参考)JFA歴代役員(広島県関係者)
| ＮＯ． | 名前       | JFA役職    | 在任期間                                | 略歴               |
| ------ | ---------- | ---------- | --------------------------------------- | ------------------ |
| 1      | 野津謙     | 会長       | 1974（昭和49年） - 1976年（昭和51年）   | 医師               |
| 2      | 工藤大太郎 | 理事       | 1974年（昭和49年） - 1977年（昭和52年） | 教員               |
| 3      | 長沼健     | 会長他     | 1974年（昭和49年） - 1998年（平成10年） | 古河電気工業       |
| 4      | 井上國三   | 理事       | 1977年（昭和52年） - 1988年（昭和63年） | 教員               |
| 5      | 下村幸男   | 理事       | 1978年（昭和53年） - 1988年（昭和63年)  | 東洋工業(現マツダ) |
| 6      | 重松良典   | 理事       | 1984年（昭和59年） - 1996年（平成8年)   | 東洋工業(現マツダ) |
| 7      | 森健兒     | 専務理事他 | 1986年（昭和61年） - 2002年（平成14年)  | 三菱重工業         |
| 8      | 野村尊敬   | 副会長他   | 1990年（平成2年） - 2008年（平成20年)   | チチヤス乳業       |
| 9      | 高田豊治   | 理事       | 1996年（平成8年） - 2004年（平成16年)   | 東洋工業(現マツダ) |
| 10     | 白井孝司   | 理事       | 2004年（平成16年） - 2006年（平成18年)  | みづま工房         |
| 11     | 古田篤良   | 理事       | 2016年（平成28年） - 2018年（平成30年)  | 東洋工業(現マツダ) |
| 12     | 宗政潤一郎 | 常務理事他 | 2018年（平成30年） -                    | 東洋工業(現マツダ) |